# Crisis Hotline
Crisis Hotline è un film del 2019 diretto da Mark Schwab.

## Trama
Simon, un operatore di una linea diretta d'emergenza LGBTQ, è sempre più cinico riguardo alle chiamate frivole che continua a ricevere in quanto sono tutte lamentele ma nessuna crisi vera e propria. Una notte però riceve la chiamata da parte di un giovane di nome Danny che gli comunica la sua intenzione di uccidere tre persone prima di suicidarsi. Simon convince Danny a raccontargli la sua drammatica storia che ci viene svelata attraverso l'uso di sequenze di flashback.

## Produzione
Il film venne girato in 11 giorni a San Jose, CA.
Il titolo inizialmente previsto per il film era Shadows in Mind, ma venne cambiato in Crisis Hotline dal distributore per il rilascio.

## Distribuzione
Il film venne rifiutato da dodici festival cinematografici prima di venire distribuito in DVD dalla High Octane Pictures l'11 giugno 2019.

## Riedizione
Nel 2023 la casa di produzione Diamond in the Rough Films rieditò il film con il titolo Shadows in Mind. Questa riedizione, distribuita via internet il 28 giugno 2023, presenta una colonna sonora completamente nuova, un remix del souno, una nuova sequenza pre-titoli ed alcune scene modificate.

## Riconoscimenti
- 2023 - San Francisco Queer Film Fest
  - Miglior film